# Jipsin

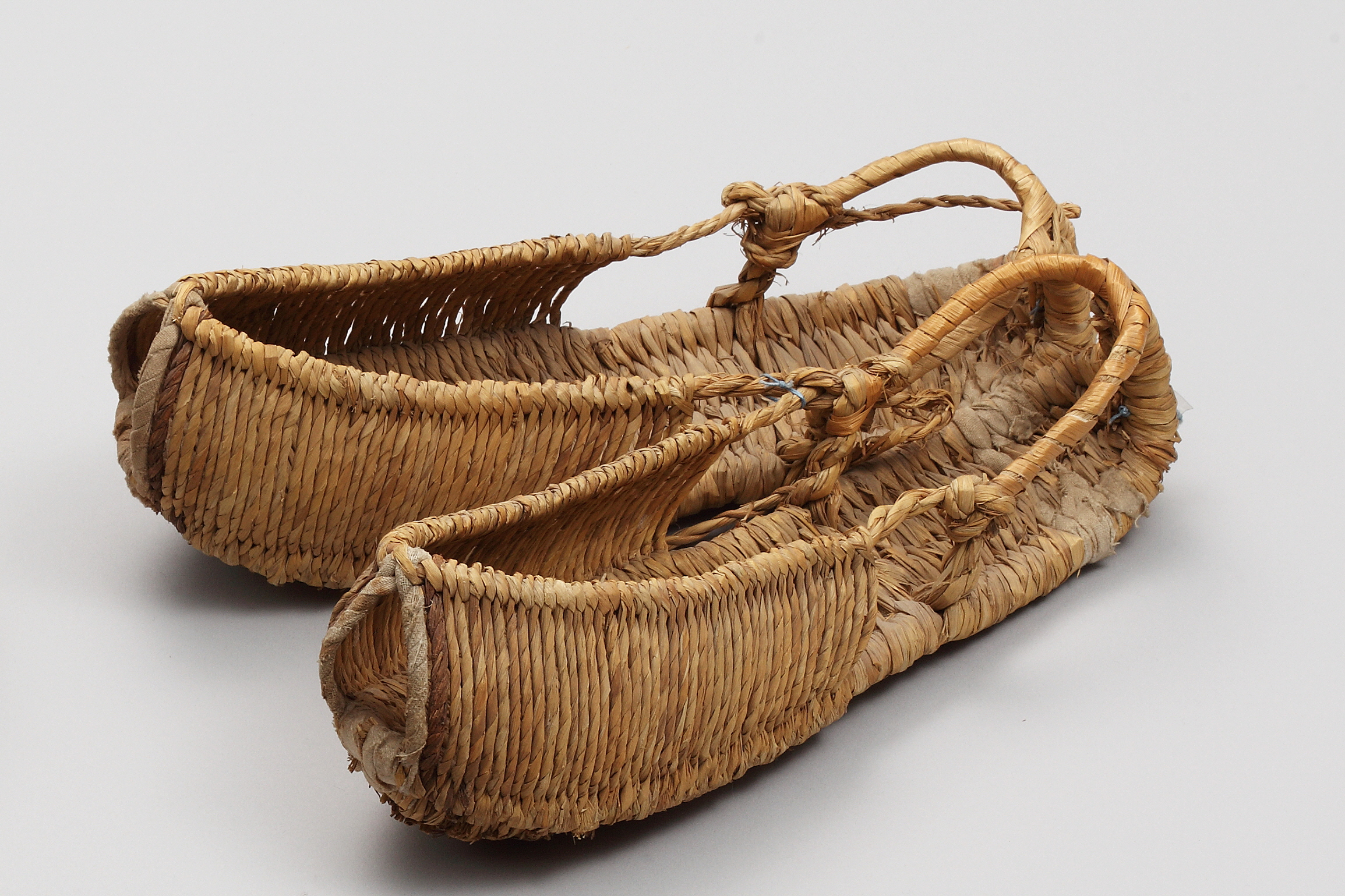
Jipsin

Jipsin (짚신) är traditionella koreanska sandaler tillverkade av halm.
På den traditionella högtiden Dongjinal (동짓날) som hålls den 21 eller 22 december varje år under vintersolståndet, tillverkar människor i vissa byar Jipsin för att kunna användas under det kommande årets jordbruk.